# The Tonight Show
The Tonight Show är ett stilbildande amerikanskt pratprogram på tv-nätverket NBC med inslag av komik, gäster och musikaliska gästspel. Sedan starten 1954 har The Tonight Show blivit förlaga för åtskilliga kopior världen över. Johnny Carson var programledare under 30 år (se The Tonight Show Starring Johnny Carson) innan Jay Leno tog över (se The Tonight Show with Jay Leno). Den 1 juni 2009 tog Conan O'Brien över programledarskapet (se The Tonight Show with Conan O'Brien), men valde att lämna programmet den 22 januari 2010 som en följd av en intressekonflikt med NBC. Jay Leno återvände den 1 mars 2010 som programledare. Den 6 februari 2014 ersattes Leno av Jimmy Fallon (se The Tonight Show Starring Jimmy Fallon).
Programmet sänds från 30 Rockefeller Plaza på Manhattan i New York, fem dagar i veckan på TV-nätverket NBC:s kanaler över hela USA. Vanligtvis medverkar två eller tre gäster, varav en brukar vara komiker eller musiker. Bland annat har David Letterman, Jay Leno och Jerry Seinfeld framträtt tidigt i sina respektive karriärer. The Tonight Show är en av TV-världens långkörare, första programmet sändes redan 1954. NBC:s lika legendariska morgonprogram, som sänts sedan 1952, heter passande nog The Today Show.
I Europa sänds The Tonight Show sedan 1995 vid midnatt på kabelkanalen CNBC Europe. I Sverige sändes programmet under Jay Lenos ledning av Kanal 5 och Kanal 9 under nätter respektive dagar. Sändningarna i Kanal 5 upphörde under 2008 för att helt och hållet flyttas över till Kanal 9, och från 2016 till maj 2017 i TV12. Programmet visas just nu inte i någon svensk kanal.

## Historia

### Johnny Carson blir världens talkshowkung
Programmets första avsnitt sändes den 27 september 1954, med skådespelaren Steve Allen som programledare. Han var programledare fram till 1957 då Jack Paar tog över och programmet döptes till Tonight Starring Jack Paar. Paar hade varit programledare på NBC i ett antal år innan dess. Han tvingades dock lämna jobbet främst på grund av kontroversiella uttalanden, bland annat stöd för Fidel Castro. 1962 tog Johnny Carson över och kom att bli legendarisk. Han ledde programmet i 30 år, och var en av de mest inflytelserika personerna i amerikansk showbusiness. Han har i USA kallats "King of Late Night TV" (kungen av kvälls-tv).
Under många år sändes Tonight Show sex kvällar i veckan. Men när Johnny Carson signalerade att han inte längre vill göra programmet på lördagar skapade NBC programmet Saturday Night Live. De bägge programmets studior låg under många år bredvid varann i NBC:s studiokomplex på 30 Rockefeller Plaza, vid Rockefeller Center, i New York. Det som från början var en utfyllnad blev tidens lopp också ett legendariskt program där de flesta av USA:s största komiker medverkat.

### Letterman går miste om "The Tonight Show"
1982 började NBC sända Late Night with David Letterman på nätterna, måndag till fredag kl 00.30 lokal tid, direkt efter The Tonight Show. 1992 skulle NBC utse en efterträdare till Johnny Carson som värd för programmet. David Letterman hade förhoppningar om att få efterträda Carson. Den enda konkurrenten till jobbet var kompisen Jay Leno, som under ett par år fungerat som Carsons inhoppare. Letterman var dock Carsons egen favorit till jobbet. Efter stor uppmärksamhet i media och månader av skvaller gav NBC jobbet till Leno. Året därpå, 1993, flyttade Letterman till CBS efter att ha fått ett mycket lukrativt kontrakt med detta bolag och startade The Late Show with David Letterman. På CBS fick Letterman börja sända på samma tid som NBC:s The Tonight Show, måndag till fredag 23.30 lokal tid. Under de första åren slog Lettermans program Jay Lenos i tittarmätningarna men vände sedan till Lenos fördel och har så förblivit under 2000-talet.[källa behövs]

### Conan O'Brien blir kortvarigaste programledaren
Den 1 juni 2009 tog Conan O'Brien över programledarskapet för programmet från Jay Leno vars helt nya prime time-talkshow Jay Leno Show lanserades i september 2009. Efter att Conan O'Brien valt att lämna programmet 22 januari 2010 som en följd av en intressekonflikt med NBC fick Jay Leno återvända som programledare den 1 mars 2010.

### Jimmy Fallon
Den 6 februari 2014 ersattes Jay Leno av Jimmy Fallon, med musikgruppen The Roots som husband.

## Programledare
| Programledare | Från             | Till            |
| ------------- | ---------------- | --------------- |
| Steve Allen   | 1954             | 1957            |
| Ernie Kovacs  | 1956             | 1957            |
| Jack Paar     | 29 juli 1957     | 30 mars 1962    |
| Johnny Carson | 2 oktober 1962   | 22 maj 1992     |
| Jay Leno      | 25 maj 1992      | 29 maj 2009     |
| Conan O'Brien | 1 juni 2009      | 22 januari 2010 |
| Jay Leno      | 1 mars 2010      | 6 februari 2014 |
| Jimmy Fallon  | 17 februari 2014 | fortfarande     |

### Presentatörer
2004 byttes den mångåriga presentatören i showen, Edd Hall, ut mot John Melendez, som under många år medverkat i The Howard Stern Show. När Conan O'Brien tog över showen blev Andy Richter ny presentatör. I Jay Lenos andra omgång som programledare var det Wally Wingert som fungerade som presentatör.

## Inspelning
Programmet har spelats in i NBC:s studior i bland annat Burbank precis utanför Los Angeles och i New York under tidigare perioder, 1957 även i Chicago. Regelmässigt spelas nu programmet in fr.o.m. 2014 i Rockefeller Center, New York.